# Richie Rich (historieta)
Richard "Richie" Rich, Jr. (Ricky Ricón en Hispanoamérica) es un personaje de ficción de la editorial Harvey Comics. Fue creado por Alfred Harvey y Warren Kremer. Apodado "el pobre niño rico", Richie es hijo único de padres fantásticamente ricos y es el chico más rico del mundo.

## Personaje
Richard "Richie es retratado como un personaje amable y caritativo. Aparenta tener entre 9 y 13 años. Viste un chaleco, una camisa blanca con un cuello tapado por una corbata de lazo grande de color rojo y pantalones cortos azules. En ocasiones asiste a la escuela ubicada en la ciudad de Richville.

## Aparición en historietas
Debutó en la historieta Little Dot #1 publicada en septiembre de 1953 por Harvey Comics.
 En 1960, Richie Rich comenzó a tener su propia serie de historietas. La serie Richie Rich tuvo 254 ediciones entre 1960 y 1991 (con una interrupción desde 1982 hasta 1986) para formar un primer volumen. Richie Rich tuvo 28 ediciones adicionales entre 1991 y 1994 para formar un segundo volumen.
Otras ediciones de Harvey Comics basadas en el personaje fueron Richie Rich Millions (113 ediciones desde 1961 hasta 1982), Richie Rich Dollars and Cents (109 ediciones desde 1963 hasta 1982) y Richie Rich Success Stories (105 ediciones desde 1964 hasta 1982).
En 2011, Ape Entertainment anunció que publicaría una nueva serie de historietas de Richie Rich.

### Títulos publicados
- Richie Rich
  - volumen 1 (noviembre de 1960 – enero de 1991)—254 ediciones
  - volumen 2 (marzo de 1991 – noviembre de 1994)—28 ediciones
- Richie Rich Adventure Digest
- Richie Rich and... (octubre de 1987 – mayo de 1990)—11 ediciones; cada edición tenía un personaje invitado distinto cuyo nombre formaba parte del título de la edición
- Richie Rich and Billy Bellhops
- Richie Rich and Cadbury (octubre de 1977 – enero de 1991)—29 ediciones
- Richie Rich and Casper (agosto de 1974 – septiembre de 1982)—45 ediciones
- Richie Rich and Casper in 3-D
- Richie Rich and Dollar (septiembre de 1977 – agosto de 1982)—24 ediciones
- Richie Rich and Little Dot
- Richie Rich and Gloria (septiembre de 1977 – septiembre de 1982)—25 ediciones
- Richie Rich and His Girlfriends (abril de 1979 – diciembre de 1982)—16 ediciones
- Richie Rich and Jackie Jokers (noviembre de 1973 – diciembre de 1982)—48 ediciones
- Richie Rich and New Kids on the Block
- Richie Rich and Professor Keenbean
- Richie Rich and Reggie
- Richie Rich and Timmy Time
- Richie Rich Bank Book (octubre de 1972 – septiembre de 1982)—59 ediciones
- Richie Rich Best of the Years Digest
- Richie Rich Big Book
- Richie Rich Big Bucks
- Richie Rich Billions (octubre de 1974 – octubre de 1982)—48 ediciones
- Richie Rich Cash (septiembre de 1974 – agosto de 1982)—47 ediciones
- Richie Rich Cash Money
- Richie Rich, Casper, and Wendy
- Richie Rich Diamonds (agosto de 1972 – agosto de 1982)—59 ediciones
- Richie Rich Digest (octubre de 1986 – octubre de 1994)—42 ediciones
- Richie Rich Digest Stories (octubre de 1977 – octubre de 1982)—17 ediciones
- Richie Rich Digest Winners (diciembre de 1977 – septiembre de 1982)—16 ediciones
- Richie Rich Dollars and Cents (agosto de 1963 – agosto de 1982)—109 ediciones
- Richie Rich Fortunes (septiembre de 1971 – julio de 1982)—63 ediciones
- Richie Rich Gems (septiembre de 1974 – septiembre de 1982)—43 ediciones
- Richie Rich Giant Size
- Richie Rich Gold and Silver (septiembre de 1975 – octubre de 1982)—42 ediciones
- Richie Rich Gold Nuggets Digest
- Richie Rich Holiday Digest
- Richie Rich Inventions (octubre de 1977 – octubre de 1982)—26 ediciones
- Richie Rich Jackpots (octubre de 1972 – agosto de 1982)—58 ediciones
- Richie Rich Million Dollar Digest
- Richie Rich Millions (septiembre de 1961 – octubre de 1982)—113 ediciones
- Richie Rich Money World (septiembre de 1972 – septiembre de 1982)—59 ediciones
- Richie Rich Money World Digest
- Richie Rich Movie Adaptation
- Richie Rich Profits (octubre de 1974 – septiembre de 1982)—47 ediciones
- Richie Rich Relics
- Richie Rich Riches (julio de 1972 – agosto de 1982)—59 ediciones
- Richie Rich Success Stories (noviembre 1964 – septiembre de 1982)—105 ediciones
- Richie Rich Summer Bonanza
- Richie Rich Treasure Chest Digest
- Richie Rich Vacation Digest
- Richie Rich Vacation Digest Magazine
- Richie Rich Vacation Digest '93 Magazine
- Richie Rich Vaults of Mystery (noviembre de 1974 – septiembre de 1982)—47 ediciones
- Richie Rich Zillionz (octubre de 1976 – septiembre de 1982)—33 ediciones
- SupeRichie

## En otros medios

### Dibujos animados
- Las aventuras de Ricky Ricón es una serie animada de televisión de 1980 producida por Hanna-Barbera Productions.
- Richie Rich es una serie animada de televisión de 1996 producida por Film Roman, Universal Studios, Harvey Films y Saban Entertainment.
- También se vuelve un personaje principal en la serie de Netflix Harvey Street Girls

### Serie de televisión
- Richie Rich es una comedia de situación de 2015 producida por Harvey Films, Dreamworks Animation y AwesomenessTV.

### Películas
- Richie Rich es una película de 1994. Fue producida por Silver Pictures y Davis Entertainment. Fue lanzada por Warner Bros. Family Entertainment
- Richie Rich's Christmas Wish es una película directamente para vídeo de 1998. Es una secuela de la película de 1994.

### Juegos
- Un Juego de Pinball titulado Richie Rich fue lanzado en 1994 publicado por Data East.
- Richie Rich reaparece como los fanes en el videojuego Caesars Slots en 2014.

### Otras apariciones
- Richie Rich aparece en tres episodios de la serie animada The Simpsons:

Three Men and a Comic Book (9 de mayo de 1991): Lisa y Bart leen una historieta de Richie Rich y notan la semejanza física entre Richie y Casper, lo que los hace suponer que Casper es el fantasma de Richie.
Behind the Laughter (21 de marzo de 2000): Bart se encuentra en prisión y Richie toma su papel en un clip de un episodio ficticio llamado "Disorder in the Court".
Simple Simpson (2 de mayo de 2004): el sujeto de las historietas hace que Bart compre una historieta de Richie llamada Richie Rich: Incorporates in Delaware.
- En la serie animada Robot Chicken de Adult Swim, Richie Rich es parodiado en el episodio Yancy the Yo-Yo-Boy, estrenado el 23 de septiembre de 2007. En el segmento Richie Rich's Crib (un remedo de MTV Cribs), el personaje es retratado como un rapero y playboy.
- En la temporada 1, episodio 22, de la serie animada MAD de Warner Bros. Animation, Richie Rich hace cameo como 2 clones en el segmento The Social Netjerk de 2011.
- Richie Rich hace un cameo en un comercial de MetLife transmitido en 2012 durante el Super Bowl XLVI.